# Bogdan Stelea
Bogdan Gheorghe Stelea (n. 5 decembrie 1967, București) este un fost fotbalist român, care a jucat pentru Echipa națională de fotbal a României la Campionatele Mondiale de Fotbal din 1990, 1994 și 1998. În martie 2008 a fost decorat cu Ordinul „Meritul Sportiv” clasa a III-a, pentru rezultatele obținute la turneele finale din perioada 1990-2000 și pentru întreaga activitate.

## Carieră
Primul club la care a jucat a fost Dinamo București, la care a debutat în prima ligă pe 20 noiembrie 1986, într-un meci împotriva formației Oțelul Galați. În același an este împrumutat la Poli Iași, de unde se întoarce sezonul următor și își câștigă locul în lotul echipei dinamoviste, pentru ca apoi să devină titular, apărând buturile formației până în 1991. Evoluțiile sale excelente atrag atenția selecționerilor, fiind convocat de Emeric Jenei în lotul echipei naționale pentru Campionatul Mondial din 1990 după eventul câștigat cu Dinamo (sezonul 1989-1990).
Anul 1991 îi aduce transferul în străinătate, fiind cumpărat de spaniolii de la RCD Mallorca, unde evoluează timp de două sezoane. Între 1993 și 1994 trece pe Standard Liege, Rapid București și Samsunspor, pentru a reveni apoi în țară, de data aceasta la Steaua, devenind astfel unul dintre puținii jucători care au evoluat la toate cele 3 mari cluburi din București. 
Campionatul Mondial din 1994 este unul foarte important în cariera lui Stelea, el impresionând prin paradele sale din meciul cu Columbia. Acel campionat a consacrat rivalitatea între el și Florin Prunea pentru cucerirea postului de titular al primei reprezentative, mulți gândindu-se și azi că dacă Stelea ar fi fost titularizat de Iordănescu și în meciul din sferturi (împotriva Suediei), România ar fi ajuns în semifinale.
La Steaua evoluează două sezoane (1995-1997), cucerind două eventuri și participând în Liga Campionilor. Este remarcat de cei de la UD Salamanca, aceștia hotărând să-l readucă în campionatul spaniol, unde evoluează până în 2004, chiar dacă a trecut și prin Segunda Division.
Între timp devine titular incontestabil la echipa națională, câștigând lupta cu Prunea și jucând la Euro 1996 și 2000, precum și la Campionatul Mondial din 1998. Unul dintre cele mai triste momente ale carierei sale are loc în 2001, când primește un gol dintr-un unghi imposibil de la Milan Osterc, gol care a contat decisiv în calificarea Slovenia, în dauna României, la CM 2002.
La nivel de club, Stelea are două reveniri scurte la cluburile din București, mai exact la Rapid (2001-2002) și Dinamo (2004-2005). Sezonul 2006-2006 îl găsește la Akratitos, sub comanda fostului coechipier Ilie Dumitrescu, și apoi la Oțelul, unde însă nu apucă să evolueze din cauza unei accidentări.
În 2005 este convocat pentru ultima dată la echipa națională, împotriva Slovaciei, după ce în 2004 apărase împotriva Armeniei. 
În sezonul 2008-2009 a jucat pentru FC Brașov. 

### Cariera de antrenor
A fost secund la Echipa națională de fotbal a României.
Prima experiență ca antrenor principal a fost cu echipa de fotbal Astra Ploiești, în iunie 2012. Pe 10 august 2012, după un rezultat de egalitate obținut pe teren propriu, împotriva echipei CS Turnu Severin, a fost concediat.

## Palmares
Dinamo București
- Liga I: 1989–90, 1991–92[6]
- Cupa României: 1989–90, 2004-05 [6]

Steaua București
- Liga I: 1995–96, 1996–97[6]
- Cupa României: 1995-96 , 1996-97 [6]
- Supercupa României: 1995[6]

Rapid București
- Cupa României: 2001-02 [6]